# Лейшманія
Лейшманія (Leishmania) — рід одноклітинних паразитичних еукаріот родини Трипаносоматиди (Trypanosomatidae) класу Кінетопластиди (Kinetoplastida). Представники роду спричинюють лейшманіози людини і тварин. Переносниками лейшманій є москіти з роду Phlebotomus в Старому Світі, і з роду Lutzomyia в Новому Світі. Природним резервуаром різних видів служать хребетні тварини, яких відносять до шести рядів ссавців і ящірок; втім, на підставі ізоферментного аналізу лейшманій ящірок запропонували виділити в окремий рід ряду трипаносоматид — Sauroleishmania. Лейшманії, в основному, уражають гризунів, собак і людей, але також відзначені випадки ураження даманів, кішок і коней. У Новому Світі лейшманіози виявляють в опосумів, лінивців і броненосців; зареєстровані випадки лейшманіозів у кенгуру в Австралії. За оцінками ВООЗ від початку 1990-х, на лейшманіози хворіли близько 12 мільйонів людей у 88 країнах.. Названо рід на честь шотландського науковця Вільяма Буга Лейшмана, який першим виявив представника з цього роду.

## Паразитизм
Для розвитку лейшманій потрібні два хазяїни. Першим із них є москіт, у крові якої розвиваються й розмножуються лейшманії в джгутиковій промастиготній формі (розмір 10-15мкм). Другим хазяїном є представник хребетних, зокрема й людина, в організмі якого збудник перебуває в амастиготній безджгутиковій формі (розміри суттєво менші — від 2 до 5 мкм). Тут лейшманії перебувають переважно всередині макрофагів (внутрішньоклітинно) — особливо в органах системи мононуклеарних фагоцитів (раніше — ретикуло-ендотеліальної системи).
Після потрапляння інфікованої крові в травну систему москіта збудники розмножуються в безджгутиковій формі. Пізніше вони трансформуються у велику джгутикову форму. За допомогою джгутиків лейшманії активно просуваються до хоботка комахи і під час наступного укусу потрапляють у шкіру основного хазяїна. Там вони мігрують у дендритні клітини периферичних шкірних нервів і макрофаги й розмножуються всередині них. Після розмноження лейшманії руйнують клітинну мембрану і таким чином потрапляють у незаражені клітини імунної системи. Цей процес відбувається переважно в лімфатичних вузлах, кістковому мозку, селезінці, печінці. Інкубаційний період при цьому може сильно відрізнятися і становити від одного місяця до семи років.
Для людини патогенні кілька видів лейшманій, що подібні за морфологією, але відрізняються за епідеміологічними особливостями передачі, географічним поширенням, гісто- й органотропізмом і спричинюють наступні хвороби: вісцеральний лейшманіоз (збудник — L. donovani та L. infantum); шкірний лейшманіоз (збудники — L. tropica major, L. tropica minor, L. tropica infantum та L. aethiopica); шкірно-слизовий лейшманіоз (збудник — L. mexicana, peruviana, L. brasiliensis).

## Властивості
Лейшманії можуть рости на штучних поживних середовищах, а також на курячому ембріоні та культурі тканин. На особливому поживному середовищі NNN (Нова-Мак-Ніла-Ніколь) лейшманії утворюють безджгутикову форму. Для виділення чистої культури здійснюється посів у конденсаційну воду стерильних пробірок, що містять середовище NNN з додаванням антибіотиків (окрім амфотерицину В) для знищення конкуруючої мікробної флори. Після закінчення 2 діб зростання при температурі 22-27°С на поверхні агару з'являються дрібні круглі колонії, рясне зростання — на 7-21 день. У культурах клітин лейшманії культивують при температурі 37°С у формі амастигот. У тілі москіта лейшманії набувають форми сигари. Слід врахувати, що лейшманії мають певну спільність антигенів з мікобактеріями і трипаносомами, що може стати причиною діагностичних помилок при проведенні серологічних реакцій. Окремі штами лейшманій адаптовані до різних видів тварин і мають різноманітну тропність до різних органів і тканин.

## Види
L. aethiopica

L. amazonensis

L. arabica

L. archibaldi (спірний вид)

L. aristedesi

L. (Viannia) braziliensis

L. chagasi (синонім L. infantum)

L. (Viannia) colombiensis

L. deanei

L. donovani

L. enriettii

L. equatorensis

L. forattinii

L. garnhami

L. gerbili

L. (Viannia) guyanensis

L. herreri

L. hertigi

L. infantum

L. killicki

L. (Viannia) lainsoni

L. major

L. mexicana

L. (Viannia) naiffi

L. (Viannia) panamensis

L. (Viannia) peruviana

L. (Viannia) pifanoi

L. (Viannia) shawi

L. tarentolae

L. tropica

L. turanica

L. venezuelensis